# Rodica Arba-Pușcatu
Rodica Arba-Pușcatu, née le 5 mai 1962 à Petricani, est une rameuse d'aviron roumaine.

## Carrière
Aux Jeux olympiques de 1980 à Moscou, Rodica Arba-Pușcatu est médaillée de bronze en huit. Elle remporte le titre olympique en deux sans barreur avec Elena Oprea-Horvat en 1984 à Los Angeles.
Aux Jeux olympiques de 1988 à Séoul, elle est médaillée d'or en deux sans barreur avec Olga Homeghi-Bularda et médaillée d'argent en huit.
Aux Championnats du monde d'aviron, elle remporte quatre médailles d'or (en deux sans barreur en 1985, en 1986 et en 1987, en huit en 1987), une médaille d'argent en deux sans barreur en 1983 et une médaille de bronze en deux sans barreur en 1981.